# Gümüşlü (Şərur)
Gümüşlü è un comune dell'Azerbaigian situato nel distretto di Şərur.